# Буин (Иран)
Буи́н (перс. بوئين‎), также Буин-Захра (перс. بوئين زهرا‎,  азерб. Buyinzəhra) — город на северо-западе Ирана, в провинции Казвин. Административный центр одноимённого шахрестана.

## История
22 июня 2002 года произошло землетрясение, эпицентр которого находился в городе. Сила подземных толчков достигала 6,3 балла по шкале Рихтера. Погибло около 220 человек и около 1000 получили ранения.

## География
Город находится в юго-восточной части Казвина, на расстоянии приблизительно 53 километров к югу от Казвина, административного центра провинции и на расстоянии 95 километров к западу от Тегерана, столицы страны. Абсолютная высота — 1205 метров над уровнем моря.

## Население
По данным переписи, на 2006 год численность населения города составляла 15 858 человек. В национальном составе преобладают азербайджанцы, в конфессиональном — мусульмане-шииты.

## Транспорт
Ближайший аэропорт расположен в городе Казвин.